# Chicago Challenger 2021
Il Chicago Challenger 2021 è stato un torneo di tennis femminile giocato sui campi in cemento. È stata la seconda edizione del torneo, che fa parte del WTA 125 2021. Il torneo si è giocato al XS Tennis Village di Chicago dal 16 al 22 agosto 2021.

## Partecipanti al singolare

### Teste di serie
| Nazionalità | Giocatrice          | Ranking* | Testa di serie |
| ----------- | ------------------- | -------- | -------------- |
| Belgio      | Alison Van Uytvanck | 60       | 1              |
| Montenegro  | Danka Kovinić       | 66       | 2              |
| Stati Uniti | Ann Li              | 69       | 3              |
| Ucraina     | Anhelina Kalinina   | 78       | 4              |
| Stati Uniti | Madison Brengle     | 79       | 5              |
| Stati Uniti | Amanda Anisimova    | 86       | 6              |
| Croazia     | Ana Konjuh          | 88       | 7              |
| Russia      | Varvara Gračëva     | 89       | 8              |

* Ranking al 9 agosto 2021.

### Altre partecipanti
Le seguenti giocatrici hanno ricevuto una wild card per il tabellone principale:
- Hailey Baptiste
- Whitney Osuigwe
- Emma Raducanu
- Coco Vandeweghe

Il seguente giocatore è entrato in tabellone con il ranking protetto:
- Ivana Jorović
- Kateryna Kozlova

Le seguenti giocatrici sono passate dalle qualificazioni:
- Harriet Dart
- Vitalija D'jačenko
- Caroline Dolehide
- Maryna Zanevs'ka

### Ritiri
Prima del torneo
- Mona Barthel → sostituita da  Harmony Tan
- Nao Hibino → sostituita da  Ana Konjuh
- Kaia Kanepi → sostituita da  Anna Kalinskaja
- Marta Kostjuk → sostituita da  Nuria Párrizas Díaz
- Anastasija Potapova → sostituita da  Jule Niemeier
- Nina Stojanović → sostituita da  Greet Minnen

## Partecipanti al doppio

### Teste di serie
| Nazione     | Giocatrice        | Nazione     | Giocatrice                | Rank1 | Seed |
| ----------- | ----------------- | ----------- | ------------------------- | ----- | ---- |
| Stati Uniti | Kaitlyn Christian | Paesi Bassi | Lesley Pattinama Kerkhove | 152   | 1    |
| Germania    | Julia Lohoff      | Rep. Ceca   | Renata Voráčová           | 170   | 2    |
| Regno Unito | Harriet Dart      | Stati Uniti | Caroline Dolehide         | 180   | 3    |
| Italia      | Sara Errani       | Georgia     | Oksana Kalašnikova        | 202   | 4    |

* Ranking al 9 agosto 2021.

### Altre partecipanti
Le seguenti giocatrici hanno ricevuto una wild card per il tabellone principale:
- Abigail Forbes /  Dalayna Hewitt

Le seguenti giocatrici sono entrate in tabellone con il ranking protetto:
- Mona Barthel /  Hsieh Yu-chieh
- Beatrice Gumulya /  Aldila Sutjiadi

### Ritiri
Prima del torneo
- Eri Hozumi /  Valerija Savinych → sostituita da  Eri Hozumi /  Peangtarn Plipuech

## Campionesse

### Singolare
Clara Tauson ha sconfitto in finale  Emma Raducanu con il punteggio di 6-1, 2-6, 6-4.

### Doppio
Eri Hozumi /  Peangtarn Plipuech hanno sconfitto in finale  Mona Barthel /  Hsieh Yu-chieh con il punteggio di 7-5, 6–2.